# لي هوبكينز
لي هوبكينز (بالإنجليزية: Lee Hopkins)‏ هو لاعب دوري الرغبي أسترالي، ولد في 17 فبراير 1978 في سيدني في أستراليا.